# Walungu (territoire)
Le territoire de Walungu est une entité administrative déconcentrée de la province du Sud-Kivu en république démocratique du Congo. Le chef-lieu est Walungu.

## Géographie
Il s'étend au sud-ouest du chef-lieu provincial Bukavu et au sud du territoire de Kabare.

### Délimitation
Situé à 45 km à l’ouest de la ville de Bukavu, le long de la route nationale n° 2, le groupement de Walungu fait partie des seize groupements qui composent la collectivité-chefferie de Ngweshe, dans le territoire de Walungu.
Il regroupe 44 localités organisées en villages et s’étend sur une superficie de 1 737 km². Ses limites géographiques sont les suivantes :
- Au nord : le groupement d’Izege
- Au sud : le groupement de Burhale
- À l’ouest : le groupement de Kaniola
- À l’est : le groupement de Lurhala
- Au nord-est : le groupement d’Ikoma
- Au sud-est : le groupement de Nduba

## Chefferies
Le territoire est constitué de 2 collectivités Chefferies divisées en 31 groupements :
| Subdivision | Statut    | N  | Groupements |
| ----------- | --------- | -- | --- |
| Kaziba      | Chefferie | 15 | Bulumbwe, Butuzi, Chibanda, Chihumba, Chirimiro, Ciburhi, Kabembe, Kahungwe, Kashanga, Kashozi, Lukube, Muchingwa, Muhumba, Mulambi, Ngando  |
| Ngweshe     | Chefferie | 16 | Burhale, Ikoma, Irongo, Izege, Kamanyola, Kamisimbi, Kanyola, Karhongo, Lubona, Luchiga, Lurhala, Muchinga, Mulamba, Nduba, Rubimbi, Walungu |

## Divers
- Crash d'un avion Antonov le 25 mai 2005
- Implantation de la Mission de l'Organisation des Nations unies en république démocratique du Congo (MONUSCO)